# Mambo Nassau
Mambo Nassau es el segundo álbum de estudio de la cantante francesa Lizzy Mercier Descloux. Fue publicado en 1981 a través de ZE Records y grabado en Compass Point Studios en Nasáu, Bahamas.

## Lista de canciones
Todas las canciones fueron escritas por Lizzy Mercier Descloux, excepto las indicadas:
| Edición original |                       |                 |          |  |
| N.º              | Título                | Escritor(es)    | Duración |  |
| 1.               | «Lady O K'pele»       |                 | 2:28     |  |
| 2.               | «Room Mate»           |                 | 2:44     |  |
| 3.               | «Sports Spootnicks»   |                 | 4:21     |  |
| 4.               | «Payola»              |                 | 4:22     |  |
| 5.               | «Milk Sheik»          |                 | 0:50     |  |
| 6.               | «Funky Stuff»         | Kool & the Gang | 4:10     |  |
| 7.               | «Slipped Disc»        |                 | 3:40     |  |
| 8.               | «It's You Sort Of»    |                 | 2:17     |  |
| 9.               | «Bim Bam Boum»        |                 | 3:08     |  |
| 10.              | «Five Troubles Mambo» |                 | 2:14     |  |

| Bonus tracks |                            |              |          |  |
| N.º          | Título                     | Escritor(es) | Duración |  |
| 11.          | «Les Baisers d'Amants»     |              | 3:52     |  |
| 12.          | «Maïta»                    |              | 3:14     |  |
| 13.          | «Mister Soweto»            |              | 2:16     |  |
| 14.          | «Sun Is Shining»           | Bob Marley   | 2:49     |  |
| 15.          | «Corpo Molli, Pau Duro»    |              | 2:40     |  |
| 16.          | «Don't You Try To Stop Me» |              | 6:35     |  |